# EL Seed
eL Seed, né le 21 août 1981 au Chesnay, est un artiste franco-tunisien.
Il utilise la calligraphie arabe et le graffiti pour diffuser des messages de paix et d'unité et souligner les qualités communes de l'humanité. Ses œuvres sont présentes dans le monde entier et ont pour objectif constant d'unifier les peuples et de dénoncer les stéréotypes.

## Biographie
Le surnom « eL Seed » provient d'un tag qu'il écrit alors qu'il a seize ans et étudie Le Cid de Pierre Corneille.
Né de parents tunisiens, artiste urbain dès la fin des années 1990, eL Seed découvre la calligraphie arabe en 2004. Il affirme être influencé par Hassan Massoudy et Nja Mahdaoui. Après un séjour à New York en 2006, il se rend en 2008 à Montréal, puis parcourt le monde pour exposer son travail.
Les fresques d'eL Seed « expriment le besoin de vivre en paix tout en respectant les autres ». En septembre 2012, il est invité à peindre sur les deux faces du minaret de la mosquée principale de Gabès une œuvre reprenant un verset du Coran sur l'enseignement de la tolérance,.
En avril 2013, eL Seed réalise 52 fresques en quatre mois, une sorte de musée à ciel ouvert, exposées sur Salwa Road à Doha au Qatar. Elles ornent les murs de quatre tunnels de 200 mètres de long.
En 2016, eL Seed réalise une œuvre anamorphique sur plus de cinquante bâtiments du quartier de Manshiyat Naser (en) au Caire. En mars 2017, il reçoit, avec l'artiste égyptienne Bahia Shehab, le prix Unesco-Sharjah pour la culture arabe.

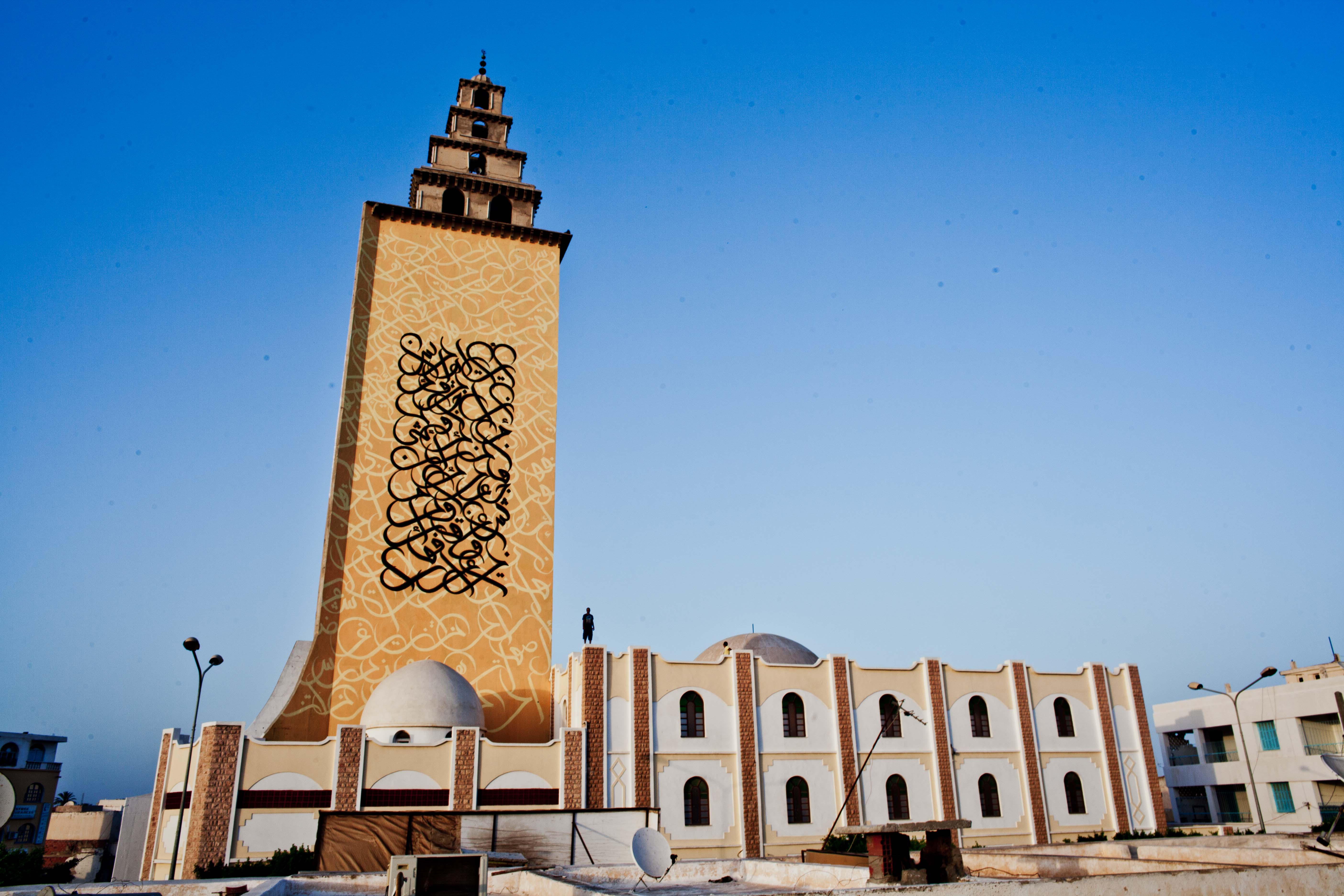
Mosquée Jara, Gabès, 2012.
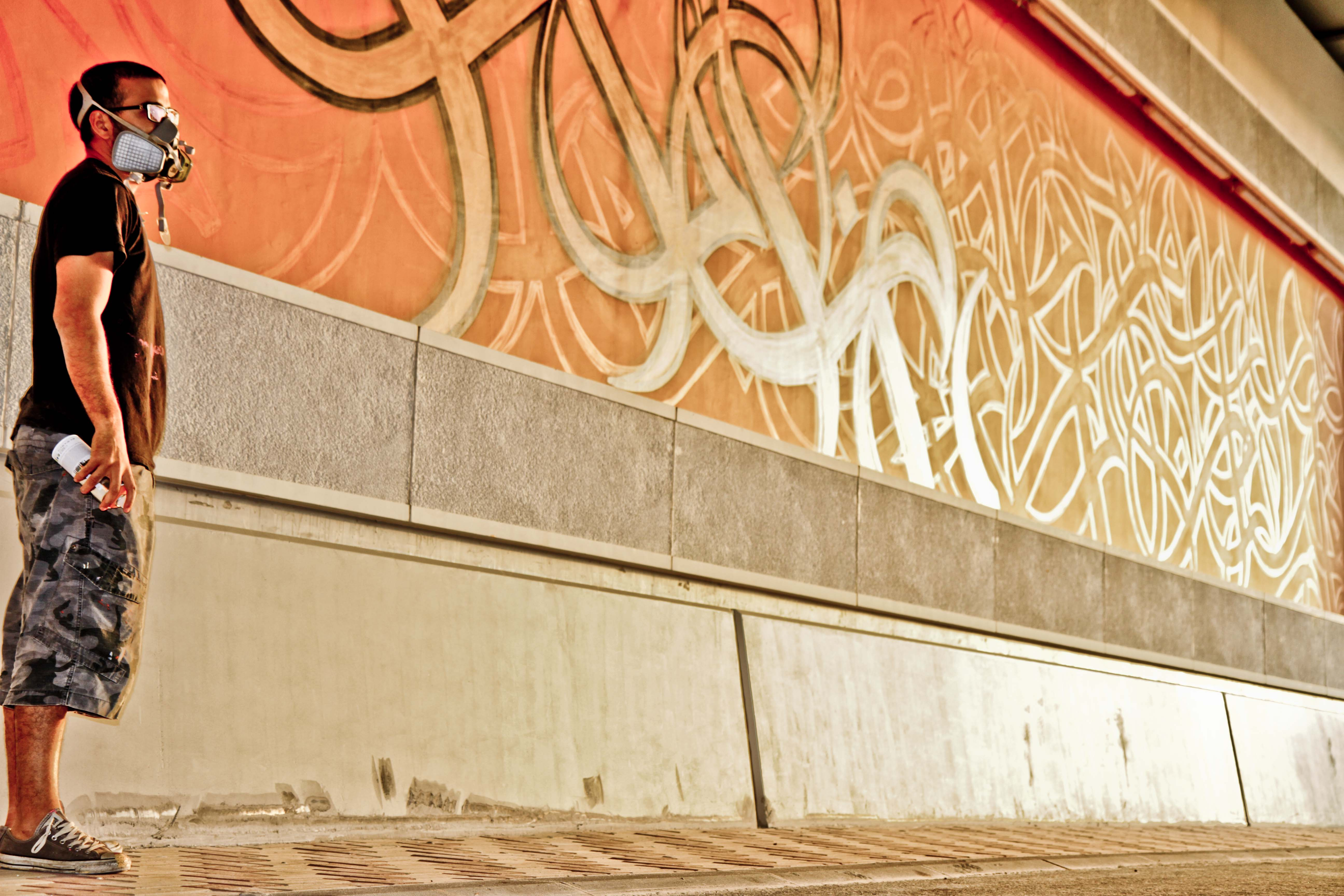
Salwa Road, Doha, 2013.
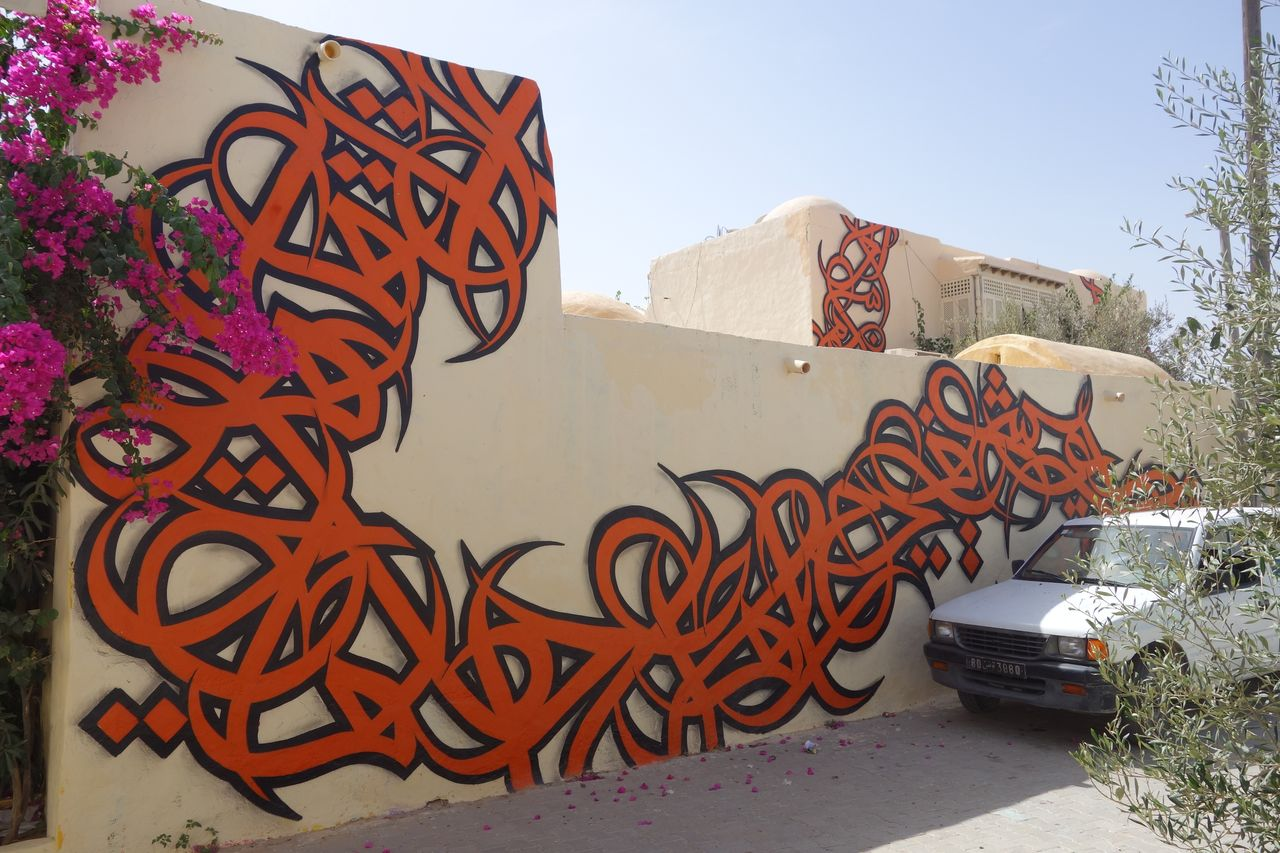
Djerbahood, Djerba, 2014.